# Cevico de la Torre
Cevico de la Torre település Spanyolországban, Palencia tartományban. Cevico de la Torre Alba de Cerrato, Población de Cerrato, Cubillas de Cerrato, Valoria la Buena, Dueñas, Tariego de Cerrato, Hontoria de Cerrato, Valle de Cerrato és Vertavillo községekkel határos. Lakosainak száma 475 fő (2024).

## Népesség
A település népessége az elmúlt években az alábbi módon változott:
| Lakosok száma | 664  | 588  | 545  | 523  | 520  | 510  | 490  | 491  | 490  | 475  |
|               | 2001 | 2004 | 2007 | 2009 | 2012 | 2014 | 2017 | 2019 | 2022 | 2024 |